# Palatino
Die Schriftart Palatino ist eine Französische Renaissance-Antiqua, die 1949 von Hermann Zapf in einem Probegrad für die D. Stempel AG in Frankfurt am Main entworfen und für das Buch Von der dreifachen Ehrfurcht, Gedanken Goethes über Erziehung zu edlem Menschentum zum 200. Geburtstag Goethes eingesetzt wurde. Ende 1950 erschien sie in den Schriftschnitten normal, kursiv und halbfett sowohl für Handsatz wie auch für den Linotype-Satz. Ein leichter Schnitt wurde 1952 als Aldus-Buchschrift veröffentlicht.

## Geschichte
Zapf hatte zunächst die italienischen Städte Florenz, Rom und Pisa besucht, um aus erster Hand die Inschriften der italienischen Renaissance zu studieren.
Sein Ziel war es, eine neue Form der Renaissance-Antiqua zu schaffen. Zusammen mit dem Stempelschneider August Rosenberger studierte Zapf, wie eine Schrift beschaffen sein muss, um auch den rauen Offsetdruck auf eher minderwertigem Papier zu überstehen. Das Endergebnis der Bemühungen wurde nach Giambattista Palatino, einem italienischen Meister der Kalligraphie des 16. Jahrhunderts, benannt.
Die leicht und offen gestaltete Palatino ist bis heute eine der am weitesten verbreiteten Antiquaschriften für den Buchdruck und wurde als Schriftfamilie seit ihrem Erscheinen mehrfach erweitert. So entstanden zusätzlich die Schriftschnitte fett und extrafett. Seit dem Aufkommen des Digitalsatzes existieren für die normalen und fetten Strichstärken Ergänzungen für Kapitälchen und Mediävalziffern.
Zapf galt bereits 1990 als eines der meistgeschädigten Opfer der weltweiten Typographie-Piraterie nach dem Zweiten Weltkrieg. Neben der ursprünglichen Fassung von Linotype wird die Palatino auch als Imitation von anderen Schrifthäusern angeboten, die Abweichungen vom Schriftbild aufweisen. Beispiele für diese Praxis: Bei Bitstream heißt sie Zapf Calligraphic 801, bei Softmaker Palazzo, bei URW Type Foundry Palladio, bei Elsner+Flake Scangraphic Parlament und bei Monotype Book Antiqua. Die Palatino gehört seit dem Erscheinen von MacOS 7.0 im Jahr 1991 zum Schriftumfang des Apple-Betriebssystems. Auf Windows ist das von Hermann Zapf nicht autorisierte Palatino-Imitat Book Antiqua seit 1993 Teil des Lieferumfanges von Microsoft Office. Erst mit den Betriebssystemen Windows 2000, Windows XP und Windows Vista ist auch dort eine von Zapf autorisierte Version, die Palatino Linotype, mit kyrillischen und griechischen Zeichen integriert.
Im Jahr 2005 wurde die Palatino-Schriftfamilie von Akira Kobayashi und Hermann Zapf komplett überarbeitet und als Palatino nova in zehn Schnitten mit einem umfangreichen Zusatzzeichenvorrat bei Linotype GmbH veröffentlicht. 2007 erschien die serifenlose Palatino Sans, die die Grundformen der Palatino-Buchstaben übernimmt. Die Grundstriche sind zu den Enden hin leicht verdickt und abgerundet, was der Schrift einen fast handschriftlichen Charakter verleiht. Für die Variante Palatino Sans Informal wurden einige Buchstabenformen modifiziert, um der Schrift einen individuelleren, künstlerischen Ausdruck zu geben.
Neben den eher mechanisch anmutenden modernen Palatino-Ausgaben wird Hermann Zapfs Originalform von 1950 weiterhin vertrieben. Ein Jahr bevor die Schriftgießerei H. Berthold AG im Jahr 1993 in Konkurs ging, digitalisierte sie die zu dieser Zeit Palatino 1950 genannte Version. Als Berthold-Palatino 1992 ist diese Schrift für Rechner zu kaufen, wobei heute auch davon Imitate existieren, so die Paxim von Elsner+Flake Scangraphic und die Palazzo-Original von Softmaker.

## Aldus
Im Anschluss an die 1950 gegossenen Schriftschnitte wurde von Zapf ein leichterer Schnitt der Palatino für den Werksatz konzipiert, der den Namen Palatino Buch erhalten sollte. Da jedoch die Verantwortlichen bei Stempel und Linotype diesen Schnitt als eigenständige Schrifttype veröffentlichen wollten, erhielt er den Namen Aldus Buchschrift (nach dem venezianischen Buchdrucker Aldus Manutius).